# Sineuer (parlar)
El sineuer és un parlar del català que és part del subdialecte mallorquí, del dialecte balear i del bloc oriental del català, i que es parla a la vila de Sineu. Es caracteritza pel vocalisme, molt afectat per les consonants palatals adjacents.

## Fonètica

### Vocalisme
En sineuer, les consonants palatals (la /ɲ/ de canya, la /ʎ/ de callar, la /ʃ/ de caixa i la /ʒ/ de joc), la /k/, la /g/ i les vocals /ɛ/, /e/ i /i/ (també quan no és sil·làbica, com en (jo) deia) modifiquen sistemàticament els sons [a] i [ə] (la vocal neutra) quan els precedeixen. En el cas de la /a/ (que, com en la resta del mallorquí i tot el bloc oriental, només apareix en posició tònica), es tanca en /ɛ/, mentre que la [ə] (que, com en bona part del balear, apareix tant en posició tònica com en posició àtona) s'avança fins a [e]. Així doncs, s'obtenen els resultats següents:
- /a/ tònica esdevé /ɛ/: [ku'ɲɛðə] cunyèda 'cunyada', ['ʎɛmp] llèmp 'llamp', [bə'ʃɛ] baixè 'baixar', ['ʒɛwmə] Jèume 'Jaume', ['kɛzə] quèsa 'casa', ['gɛβi] guèbi 'gàbia', [kɾi'ɛðə] crièda 'criada', [be'ɛtə] beèta 'beata', [tə'ɛðə] taèda 'tallada'.[5]
- /ə/ tònica esdevé /e/: [bo'ɲet] bonyet, [ge'ʎet] gallet, [pə'ʃet] peixet, [pə'ʒes] pagès, [ri'kezə] riquesa, [əmi'ɣet] amiguet, [miɾəet] mirallet.[5]
- [ə] àtona esdevé [e]: ['rəɲen] (ells) renyen, ['eʎe] ella, ['baʃen] (ells) baixen, ['puʒen] (ells) pugen, [kepə'ʎɛ] capellà, [əɣe'fa] agafar, [mə'ɾie] Maria, ['kɾeen] (ells) creen, [gi'nɛe] Guinea, ['ʒɔe] joia.

Sembla que és un fenomen que apareix cap al segle xvii i que ja estava consolidat el segle xviii.
Es dona un fenomen semblant al tancament de la /a/ al parlar tradicional de Palma, en què es pronuncien amb e oberta mots com ['ɟɛʎ] gall, ['cɛzi] quasi, [vi'ɛd͡ʒə] viatge o [di'ɛɾi] diari, però aquí el fenomen no és sistemàtic, i no s'esdevé amb mots com ['camə] cama o [bə'ʃa] baixar. A la vila de Lloret, que era part del municipi de Sineu fins que se n'independitzà el 1922, el fenomen té el mateix abast que a Palma, però no arriba tan enllà com a Sineu.

### Consonantisme
Al contrari d'allò que sovint s'ha dit, a Sineu no hi ha palatalització de les oclusives velars davant de vocal anterior i en posició final (com sí que es produeix a Palma, Manacor, Felanitx i les veïnes Lloret i Sant Joan). Malgrat tot, sembla que cal considerar que, antigament, sí que n'hi havia; això explicaria per què es produeixen els fenòmens fonètics dessusdits davant de sons que s'articulen amb el paladar molt tancat però també davant de /k/ i /g/, que són velars i, d'entrada, no hi hauria motiu per què produïssin un tancament de la vocal següent.
El sineuer, com tot el balear, és un parlar ioditzant. A més, com el menorquí i certes viles de Mallorca com ara Llucmajor, Campos, Sóller i la Pobla d'Huialfàs, enmudeix la /j/ intervocàlica, de manera que mots com cremalló i vermellura sonen cremaó i vermeüra. No obstant això, la /j/, abans de caure, ha tengut temps de produir els fenòmens de tancament vocàlic descrits a la secció del vocalisme; així, palla ha passat pels estadis ['pajə] i ['paje] abans d'esdevenir ['pae].